# Adolf Hennecke
Adolf Hennecke, né le 25 mars 1905 à Meggen et mort le 22 février 1975 à Berlin Est, est un membre allemand de la FDGB (Freier Deutscher Gewerkschaftsbund) et du Parti socialiste unifié d'Allemagne (en allemand : Sozialistische Einheitspartei Deutschlands, SED). Il a donné son nom au « mouvement Hennecke » en République démocratique allemande (RDA).

## Biographie
Adolf Hennecke est le fils d'un mineur, élevé par son oncle après la mort de ses parents. Entre 1919 et 1922, il suit des études commerciales, puis travaille comme mineur dans les mines saxonnes. En 1931, il entre dans l'Opposition syndicale révolutionnaire (de), et dans le parti social démocrate d'Allemagne après la seconde guerre mondiale. En 1948, il est élu à la direction syndicale d'entreprise, et est membre de la commission de la concurrence de la société minière de Steinkohlenwerk Karl Liebknecht, ainsi que du conseil d'administration de l'union des entreprises populaires de charbon. En 1950, Hennecke est chargé des études à l'école des mines de Freiberg, et en octobre 1950, il est élu à la Chambre du peuple
Plus tard Hennecke devient un collaborateur de la commission de plan de l’État de la RDA et est membre du comité central du SED jusqu'à sa mort. Il est enterré au mémorial des socialistes au cimetière central de Friedrichsfelde à Lichtenberg, quartier de Berlin.

## Prix et récompenses

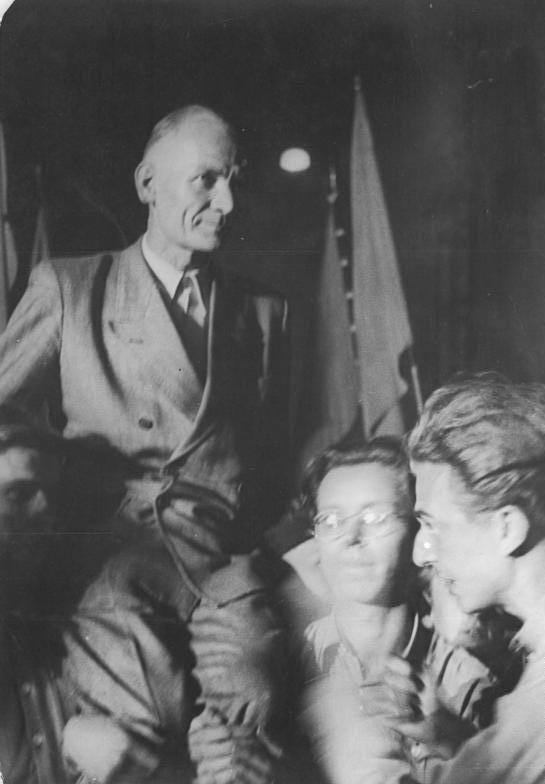
Portrait par Eva Kemlein.

Adolf Hennecke a 43 ans et est membre du parti SED lorsqu'il est choisi comme chef de secteur pour initier, d'après l'exemple du mineur soviétique Alekseï Stakhanov, le mouvement activiste dans la zone d'occupation soviétique en Allemagne (plus tard en RDA). Hennecke obtient ce poste après que le jeune mineur Franz Franik (de) eut refusé d'accomplir un record de rendement lors de l'extraction d'une couche de charbon, craignant la réaction de ses collègues. 
Au début, lui aussi refuse ce travail car il a peur que ses collègues lui en veuillent pour cette action, mais finalement il déclare qu'il est prêt à tenter cette performance. Le 13 octobre 1948, Hennecke extrait plus de 24,4 m3 de charbon dans le district de houille de Lugau-Oelsnitzer, site qu'il a choisi la veille. Ce volume représente 387% de la norme habituelle de rendement . En récompense, il reçoit 1,5 kg de graisse, trois boites de cigarettes, une bouteille d'eau de vie, 50 marks et un bouquet de fleurs.
Un an plus tard en 1949, Adolf Hennecke reçoit le premier prix du prix national de la République démocratique allemande, c'est-à-dire une récompense de 100 000 marks. En 1965 et 1970, il est décoré de l'ordre du Mérite patriotique, et en 1964 de l'ordre de Karl-Marx.

## Mouvement Hennecke

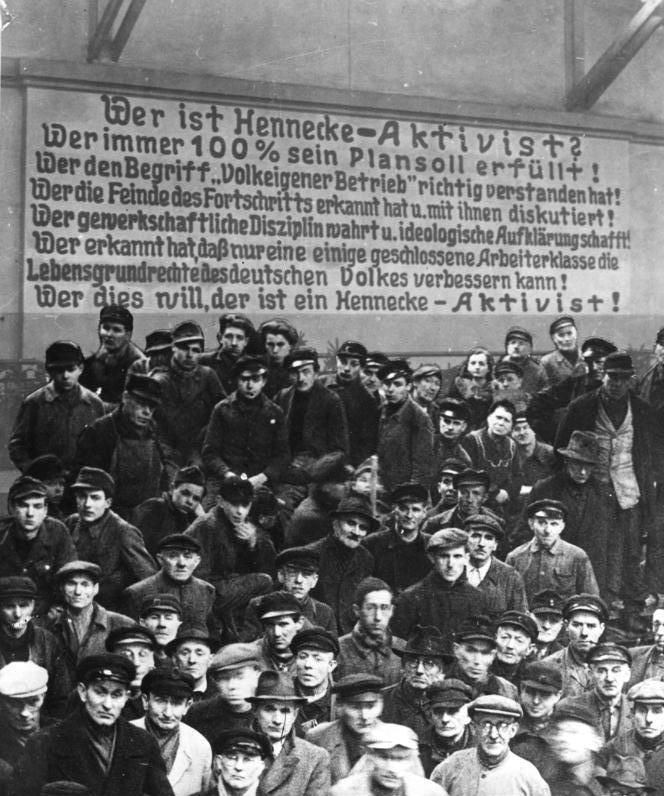
Affiche du mouvement Hennecke.

Adolf Hennecke est donné en exemple aux travailleurs de la RDA, et son record devient le déclencheur du mouvement Hennecke ou mouvement des activistes, dans lequel les ouvriers s'engagent à dépasser les normes de production. 
L'anniversaire de la performance minière de Hennecke est fêté le 13 octobre par le parti socialiste unifié d'Allemagne. C'est le jour des activistes en RDA. 
La première conférence pour le mouvement Hennecke a lieu les 4 et 5 février 1949 à Berlin Est dans l'opéra Staatsoper. Parmi les thèmes de la conférence figurent des questions sur l'augmentation des salaires et sur l'expansion du mouvement activiste à un mouvement de masse.

## Œuvres
- avec Boleslaw Zagala, Gertrud Tzschoppe, Der Steiger führt, Berlin, Kinderbuchverlag, 1952
- avec Herbert Deeg, Aktivisten zeigen den Weg…, Berlin, Verlag Die Wirtschaft, 1948